# Wilhelm Pelizaeus

Wilhelm Pelizaeus

Wilhelm Pelizaeus (* 6. September 1851 in Hildesheim; † 14. Oktober 1930 ebenda) setzte sich als erfolgreicher Kaufmann, Bankier und spanischer Konsul in Ägypten für ein Altenheim in Alexandria ein und schenkte eine bedeutende Sammlung altägyptischer Kunstdenkmäler seiner Vaterstadt Hildesheim.

## Leben
Die in Hildesheim ansässigen Eheleute Dr. jur. Clemens Pelizaeus und Emilie, geborene Schwarz, nannten ihr drittes Kind Wilhelm. Von 1860 bis zur Untersekunda im Jahre 1866 besuchte Wilhelm Pelizaeus das Gymnasium Josephinum in Hildesheim. Im Anschluss absolvierte er eine dreijährige Kaufmannslehre in Braunschweig. Um in der Firma seines Onkels Louis Menshausen in Alexandria Erfahrungen zu sammeln, verließ der junge Kaufmann am 23. April 1869 Deutschland.
Einer Verpflichtung zum Militärjahr folgend, stellte er sich im Oktober 1873 in Hildesheim der Musterung. In Alexandria zurück, dessen günstiges Klima seine labile gesundheitliche Konstitution stärken sollte, trat er 1874 in ein Handels- und Bankhaus ein. Am 1. März 1878 übernahm er in Kairo die Zweigstelle einer englischen Firma. Sie versorgte den arabischen Markt in erster Linie mit Kohle, Eisen, Glas und Textilien. Pelizaeus handelte dabei weitgehend selbstständig, schließlich auch unter eigenem Namen und konnte sein Geschäft erfolgreich ausweiten. Ehrenamtliche Funktionen in der deutschen Gemeinde Kairo und ein reger karitativer Einsatz waren ihm Bedürfnis und förderten sein Ansehen.
Seit etwa 1885 profitierte Pelizaeus zunehmend von guten Beziehungen zu Personen der ägyptischen Hochfinanz, von Verbindungen zu diplomatischen Kreisen und zu wirtschaftlichen Kräften in Deutschland. Ein Konsortium, dem auch Pelizaeus angehörte, erhielt 1889 den Zuschlag für die Erweiterung der Eisenbahnstrecke in Mittelägypten durch die Compagnie des chemins économiques de l’Est égyptien. Als Vertreter des Unternehmens Krupp organisierte er von Alexandria und Kairo aus den Transport einzuführender Güter. Nach der Realisierung des Streckenabschnitts von Girgeh bis Assiut ging auch die Konzession für den Eisenbahnbau Kenah–Assuan an einen Zusammenschluss von Unternehmen, die Pelizaeus zum Teil finanzierte. Pelizaeus profitierte von weiteren Staatsaufträgen (Errichtung von Wasser- und Elektrizitätswerken, Zuckerfabrik in Kom Ombo und Förderung des Zuckerrohranbaus in großem Umfang). Er unterstützte 1898 die Gründung der National Bank of Egypt, übernahm die Direktion und wurde in den Aufsichtsrat der Hypothekenbank Crédit Foncier Egyptien gewählt. Pelizaeus übernahm das Amt des spanischen Konsuls, das er rund zwanzig Jahre innehielt.
Erste Kontakte zwischen Pelizaeus und der Orient-Mission der Barmherzige Schwestern vom hl. Karl Borromäus (Borromäerinnen) in Ägypten fanden wohl 1892 statt. Der Bankier ermöglichte der karitativen Kongregation den Erwerb eines Grundstücks und finanzierte den Bau ihres Altenheims in Alexandria. Es wurde am 22. Januar 1899 eingeweiht und existiert bis heute unter dem Namen seines Förderers. Auch in seiner Heimatstadt unterstützte Pelizaeus freigiebig Wohlfahrtseinrichtungen. Der Kongregation der Barmherzigen Schwestern vom hl. Vinzenz von Paul in Hildesheim (Vinzentinerinnen) schenkte er 1905 für einen Erweiterungsbau des Erziehungsheims in Himmelsthür 90.000 Mark und in den folgenden Jahren zu Weihnachten jeweils 20.000.

## Sammler und Sponsor
Mit wachsendem wirtschaftlichem Erfolg boten sich dem einflussreichen Geschäftsmann zunehmend Gelegenheiten, antike Objekte zu erwerben und zu sammeln. Sein Interesse an antiker Kunst und der Geschichte Altägyptens sowie seine gesellschaftliche Stellung führten zu Bekanntschaften mit namhaften Gelehrten. Zu ihnen zählt auch ein Mitglied des Norddeutschen Bundes / Deutschen Reichstags, der Hildesheimer Senator und Naturwissenschaftler Hermann Roemer (1816–1894).
Dessen Vorhaben, ein Ägyptisches Zimmer aus dem Bestand des von ihm mitgegründetem Museum einzurichten, unterstützt Pelizaeus 1885 durch Schenkung einer bemalten Mumie. Bereits Jahre zuvor hatte er dem Museum bei gelegentlichen Besuchen seiner Heimatstadt Skarabäen und andere Schmuckstücke aus Ägypten mitgebracht. In Roemers Auftrag erwarb Pelizaeus 1886 eine Mumie mit bemalter Kartonagenhülle samt den beiden dazugehörenden farbigen Holzsärgen.
Die von der Universität Leipzig unter Georg Steindorff (1861–1951) in den Wintermonaten der Jahre 1903 bis 1907 auf dem Pyramidenfriedhof bei Gizeh durchgeführten Grabungen wurden von Pelizaeus zu einem erheblichen Teil mitfinanziert und die damit einhergehende offizielle Fundteilung bereicherte seine Sammlung. Außerdem erweiterte er sie durch Ankäufe.
Pelizaeus beschloss, seine Kollektion in Deutschland öffentlich zugänglich zu machen und bot sie seiner Vaterstadt unter bestimmten Voraussetzungen als Schenkung an. Seine Forderungen betrafen die Ausstellung der Sammlung Pelizaeus als Einheit, die Verpflichtung, für ihren Erhalt stets Sorge zu tragen und sie nicht zu veräußern. Ausdrücklich stellte er zur Bedingung, dass die Sammlung möglichst dreimal, mindestens aber zweimal wöchentlich Besuchern unentgeltlich zugänglich sein solle. Letzteres verstand er als ebenso unerlässlich wie die Vermittlung schriftlicher und mündlicher Informationen über das alte Ägypten.
Am 17. Oktober 1907 nahm der Magistrat der Stadt Hildesheim das Angebot und die Verpflichtungen an. In unmittelbarer Nachbarschaft des Roemer-Museums entstanden durch Ankauf und Umbau des einstigen evangelischen Waisenhauses geeignete Ausstellungsräume. Nach Vorgaben und Wünschen von Pelizaeus eingerichtet, wurde das Haus am 29. Juli 1911 in seiner Gegenwart feierlich eröffnet. Das neue Museum trägt seinen Namen. Im darauffolgenden November erhob die Stadt Hildesheim Wilhelm Pelizaeus zum Ehrenbürger.
Ein weiteres Mal beteiligte sich der Mäzen an der Finanzierung einer Grabung auf dem Friedhof bei den Pyramiden von Gizeh, diesmal durchgeführt von der Akademie der Wissenschaften in Wien unter der Leitung von Hermann Junker (1877–1962). Bereits während der ersten Grabungskampagne erregte sie Aufsehen. In den zunächst unscheinbaren Resten der Mastaba des Wesirs Hemiunu entdeckten die Archäologen eine lebensgroße Statue von hoher Qualität. Durch Fundteilung und glückliche Umstände kam Pelizaeus in Besitz dieses meisterhaften Kunstwerks und konnte es seinem Museum zuführen. In gleicher Weise gelangte kurz vor dem Ausbruch des Ersten Weltkrieges eine weitere außergewöhnliche Statue, die Schreiberfigur des Heti, nach Hildesheim.
Während der heißesten Jahreszeit blieb Pelizaeus meist nicht in Ägypten. So auch im Sommer 1914. Zur Zeit der Kriegserklärung Österreich-Ungarns gegen Serbien hielt er sich in Deutschland auf und durfte auf Veranlassung der englischen Oberherrschaft nicht nach Ägypten zurück. Sein Eigentum in Kairo und der größte Teil seines Vermögens wurden beschlagnahmt. Mit dem Verlust von Aufsichtsrats- und Direktionsposten schrumpften seine Einkünfte. Unter den gegebenen Umständen war er gezwungen, sich in Hildesheim niederzulassen und mit relativ bescheidenen Mitteln hauszuhalten. Als Untermieter bewohnte er eine Dachkammer und fand sich sonntags regelmäßig in dem von ihm einst großzügig finanzierten Heim in Himmelsthür ein. Er widmete sich ganz der Museumsarbeit, die er während der schwierigen Kriegs- und Inflationsjahre weiterhin förderte, als er für sein in Ägypten beschlagnahmtes Vermögen eine Entschädigung erhielt.
1921 zeichnete die Universität Göttingen Wilhelm Pelizaeus wegen seines erfolgreichen Einsatzes zugunsten der Wissenschaft durch Verleihung der Ehrendoktorwürde aus. Noch einmal nach Ägypten zu reisen, blieb ihm versagt.